# William Galison
Pour les articles homonymes, voir Galison.
William Alexander Galison, né le 19 février 1958 à New York (États-Unis), est un harmoniciste américain.

## Biographie
Galison est né et a grandi à New York. Enfant, il commence à étudier le piano, mais à l'âge de huit ans, il décide de passer à la guitare, inspiré par les Beatles. Il a développé une passion pour le jazz au lycée et a étudié au Berklee College of Music de Boston. Il a décidé de passer à l'harmonica parce que "j'étais l'un des millions de guitaristes de Berklee" et que c'était facile à transporter. Il est devenu le seul joueur d'harmonica de Berklee. Il a beaucoup tourné en Europe avec Billy Leadbelly (Bill Gough de Hatfield UK). Toots Thielemans et Stevie Wonder faisaient partie de ses modèles à l'époque.
Après Berklee, il étudie à la Wesleyan University, puis rentre à New York en 1982.
Il s'est produit dans diverses salles de New York, notamment The Village Gate, The Blue Note et le Lone Star Cafe, avec les musiciens de jazz légendaires Jaco Pastorius et Jaki Byard. Il a également joué avec son propre groupe au Preacher's Cafe à Greenwich Village.

## Collaborations et enregistrements
Galison a travaillé avec Carly Simon, Sting, Barbra Streisand, Peggy Lee, Chaka Khan, Steve Tyrell et Astrud Gilberto. Il a interprété la Suite pour harmonica et orchestre de Gordon Jacob et a fait une tournée aux États-Unis dans la comédie musicale de Broadway, Big River. Il a enregistré des bandes sonores pour des films, notamment les nommés aux Oscars Les Incorruptibles et Bagdad Café. Son harmonica est également entendu sur le thème de Sesame Street (A great honor) et des publicités Les autres émissions télévisées incluent Oz et Saturday Night Live.
L'une de ses principales influences et modèles, Toots Thielemans, l'a décrit comme « le plus original et le plus individuel de la nouvelle génération d'harmonicistes ».

## Discographie

### En tant que leader ou co-leader
- Overjoyed (Polygram, 1988)
- Midnight Sun (Eclipse Collage, 1997)
- Waking Up with You (JVC, 2000)
- Got You on My Mind avec Madeleine Peyroux (Wake Up Music, 2004)

### Commesideman
- 1990 : Music Inside, Joyce
- 1990 : There'll Be Another Spring, Peggy Lee
- 1991 : Talking Hands, Deborah Henson-Conant
- 1991 : Tony Terry, Tony Terry
- 1992 : Baby I'm Yours, Maureen McGovern
- 1992 : Temporary Road, John Gorka
- 1992 : The Woman I Am, Chaka Khan
- 1993 : Songs of My Life, Ruth Brown
- 1994 : Tropical Escape, Craig Peyton
- 1995 : Amor, Jon Secada
- 1995 : Thanks, Ivan Neville
- 1995 : The Web, Craig Peyton
- 1996 : Mortal City, Dar Williams
- 1997 : Closer, Mondo Grosso
- 1997 : End of the Summer, Dar Williams
- 1997 : I Thought About You, Christy Baron
- 1997 : Montevideo, Rubén Rada
- 1997 : Night in Time: Live, Peter Gallway
- 1997 : Ride, Louise Taylor (en)
- 1997 : Sing Me a Story, Bob McGrath
- 1998 : From Ton to Tom, Toninho Horta
- 2000 : Steppin' : , Christy Baron
- 2000 : Written in Red, Louise Taylor (en)
- 2001 : Love Letters, Janet Seidel
- 2002 : Cine Passion, Quadro Nuevo
- 2003 : Count Your Blessings, Barbara Cook
- 2003 : The Movie Album, Barbra Streisand
- 2004 : Company, Jeanette MacDonald
- 2004 : On the Moon, Peter Cincotti
- 2005 : Luna Rossa, Quadro Nuevo
- 2005 : Moonlight Serenade, Carly Simon
- 2005 : Twilight of the Renegades, Jimmy Webb
- 2007 : Fifteen Seconds of Grace, Victoria Clark
- 2008 : A Day in the Life of a Mother and Wife, Cat Guthrie
- 2008 : Faith Trust and Pixie Dust, Kerry Butler
- 2008 : This Kind of Love, Carly Simon
- 2008 : To Jobim with Love, Toninho Horta
- 2012 : Old LP, Bob Telson
- 2012 : Sunken Condos, Donald Fagen